# مارلا میپلز
مارلا مِیپلز (به انگلیسی: Marla Maples) (زادهٔ ۲۷ اکتبر ۱۹۶۳)، بازیگر و ستارهٔ تلویزیون اهل ایالات متحدهٔ آمریکا است.
از فیلم‌هایی که او در آن بازی کرده است، می‌توان برای ثروتمند یا فقیر، ریچی ریچ ۲ و کیک تولد را نام برد.
میپلز همسر دوم دونالد ترامپ است. دونالد ترامپ و مارلا میپلز صاحب دختری به نام تیفانی هستند.